# ジョフレック・ディアス
ジョフレック・ディアス（Yofrec Diaz、1999年6月10日 - ）は、ベネズエラ出身のプロ野球選手（投手）。左投左打。

## 経歴

### DeNA時代
ドミニカ共和国で行われたトライアウトに合格し、進藤達哉編成部長が直接視察し獲得に至った。2019年11月20日に横浜DeNAベイスターズと育成選手契約を結んだ。背番号は109で、同じく育成選手として入団した内野手のフランディー・デラロサと共に、2020年1月28日に球団事務所にて入団会見を行い、ディアスは「オトコハ、ダマッテ、ナゲルダケ」と覚えたての日本語を披露した。
2020年は、6月18日に田中健二朗を除く育成選手とともに、BCリーグ・神奈川フューチャードリームスへの派遣が両球団から発表された。イースタン・リーグ公式戦には13試合に登板し、1勝2敗、防御率7.90だった。
2021年は、新型コロナウイルス感染拡大の影響で来日が4月3日に遅れた。5月14日にスターリン・コルデロ、フランディー・デラロサとともに2年連続でBCリーグの神奈川フューチャードリームスへの派遣が発表された。イースタン・リーグ公式戦には8試合に登板し、2勝1敗、防御率2.37だった。
2022年は1月8日に来日するも、成田空港でのPCR検査で無症状ながら陽性反応が出たため、政府指定施設で隔離処置を受けた。春季キャンプでは登板していたが、4月11日、横浜市内の病院で左肘の内側側副靱帯再建手術（トミー・ジョン手術）を行ったことを球団が発表した。同シーズン中はファームを含めたチームの公式戦には一度も登板せず、シーズン終了後に規定により自由契約となったが、11月29日に再契約を結んだ。
2023年は、8月18日のイースタン・リーグの東北楽天ゴールデンイーグルス戦で復帰登板を果たし、5試合に登板した。11月5日に帰国し、オフシーズンはベネズエラのウィンターリーグに参戦。11月19日に前年と同様、再契約を結んだ。推定年俸は660万円。
2024年は6月までにイースタン・リーグで14試合に登板し、0勝1敗1セーブ、防御率3.29の成績を残した。一軍の投手陣に故障や不調が続出している事情もあり、同8日に堀岡隼人とともに支配下契約を結び、即日一軍に合流した。背番号は93に変更となった。同日の福岡ソフトバンクホークス戦（横浜スタジアム）で、勝ち越された直後の9回表、一死一・二塁の場面で一軍初登板し、走者を返さずに抑えた。なお、新しい背番号のユニフォームが間に合わず、3桁の背番号での登板となった。その後は1か月近く登板間隔が空いたが、7月3日の東京ヤクルトスワローズ戦（横浜スタジアム）では1点リードの5回に登板し、1回を三者凡退に抑えて初ホールドを記録した。最終的に、一軍では7登板・4ホールドで防御率0.00、二軍では35登板・1セーブで防御率1.80の成績を残した。
2025年は一軍出場がなく、二軍では14試合に登板して防御率7.11という成績で、6月13日を最後に出場がなかった。7月19日にウェイバー公示の手続きがとられ、同月26日に自由契約選手公示された。ウェイバー公示にあたってはディアスがリハビリ中であること、投球が可能になるまで球団でサポートすることもあわせて明らかにされている。

## 選手としての特徴
分厚い胸板が特徴的で筋肉質な体を持ち、最速154km/hのストレートが武器。ベネズエラで剛速球を意味する「ラ・ピエドラ（石）」と呼ばれることを熱望している。変化球はカーブ、チェンジアップ、スライダー、シンカーを投げる。

## 人物
2023年までのチームメイトであり、同郷のエドウィン・エスコバーを兄弟のように慕っている。支配下登録された際には、エスコバーから通話で激励されたと会見で語っている。

## 詳細情報

### 年度別投手成績
| 年 度     | 球 団     | 登 板 | 先 発 | 完 投 | 完 封 | 無 四 球 | 勝 利 | 敗 戦 | セ 丨 ブ | ホ 丨 ル ド | 勝 率 | 打 者 | 投 球 回 | 被 安 打 | 被 本 塁 打 | 与 四 球 | 敬 遠 | 与 死 球 | 奪 三 振 | 暴 投 | ボ 丨 ク | 失 点 | 自 責 点 | 防 御 率 | W H I P |
| --------- | --------- | ----- | ----- | ----- | ----- | -------- | ----- | ----- | -------- | ----------- | ----- | ----- | -------- | -------- | ----------- | -------- | ----- | -------- | -------- | ----- | -------- | ----- | -------- | -------- | ------- |
| 2024      | DeNA      | 7     | 0     | 0     | 0     | 0        | 0     | 0     | 0        | 4           | ----  | 19    | 4.2      | 2        | 0           | 3        | 0     | 0        | 1        | 3     | 0        | 0     | 0        | 0.00     | 1.07    |
| 通算：1年 | 通算：1年 | 7     | 0     | 0     | 0     | 0        | 0     | 0     | 0        | 4           | ----  | 19    | 4.2      | 2        | 0           | 3        | 0     | 0        | 1        | 3     | 0        | 0     | 0        | 0.00     | 1.07    |

- 2024年度シーズン終了時

### 独立リーグでの投手成績
| 年 度     | 球 団     | 登 板 | 先 発 | 完 投 | 完 封 | 無 四 球 | 勝 利 | 敗 戦 | セ 丨 ブ | ホ 丨 ル ド | 勝 率 | 打 者 | 投 球 回 | 被 安 打 | 被 本 塁 打 | 与 四 球 | 敬 遠 | 与 死 球 | 奪 三 振 | 暴 投 | ボ 丨 ク | 失 点 | 自 責 点 | 防 御 率 | W H I P |
| --------- | --------- | ----- | ----- | ----- | ----- | -------- | ----- | ----- | -------- | ----------- | ----- | ----- | -------- | -------- | ----------- | -------- | ----- | -------- | -------- | ----- | -------- | ----- | -------- | -------- | ------- |
| 2020      | 神奈川    | 19    | 2     | 0     | 0     | 0        | 0     | 1     | 0        | 0           | .000  | 90    | 20.2     | 10       | 0           | 21       | -     | 0        | 23       | 0     | 1        | 6     | 5        | 2.18     | 1.50    |
| 2021      | 神奈川    | 4     | 2     | 0     | 0     | 0        | 0     | 0     | 0        | 0           | .000  | 35    | 7.1      | 8        | 1           | 7        | -     | 0        | 8        | 1     | 2        | 5     | 5        | 6.14     | 2.05    |
| 通算：2年 | 通算：2年 | 23    | 4     | 0     | 0     | 0        | 0     | 1     | 0        | 0           | .000  | 125   | 28.0     | 18       | 1           | 28       | -     | 0        | 31       | 1     | 3        | 11    | 10       | 3.21     | 1.64    |

### 記録
初記録
- 初登板：2024年6月8日、対福岡ソフトバンクホークス2回戦（横浜スタジアム）、9回表に4番手で救援登板・完了、0.2回無失点[21]
- 初奪三振：同上、9回表に柳町達から空振り三振[21]
- 初ホールド：2024年7月3日、対東京ヤクルトスワローズ13回戦（横浜スタジアム）、5回表に2番手で救援登板、1回無失点

### 背番号
- 109（2020年[4] - 2024年6月7日）
  - 49（2020年 - 2021年） ※神奈川フューチャードリームスでの背番号
- 93（2024年6月8日[20] - 2025年7月25日）